# Sander Hoogendoorn
Alexander (Sander) Hoogendoorn (Delft, 9 maart 1988) is een Nederlands radio-dj.

## Loopbaan
Hoogendoorn presenteerde vanaf 1 augustus 2015 op zaterdag- en zondagmiddag tussen 12.00 en 14.00 uur voor BNNVARA op NPO 3FM het programma Sanderdome. Op zaterdag van 19.00 tot 21.00 uur presenteerde hij That's Live voor BNN op NPO 3FM. Ook presenteerde hij het avondprogramma Sander op NPO 3FM, op maandag t/m donderdag tussen 18.00 en 21.00 uur. Hoogendoorn volgde Domien Verschuuren op, die op zijn beurt het ochtendprogramma presenteerde. Hoogendoorn was ook de eerste vervanger van Verschuuren in diens ochtendprogramma.
Hiervoor was hij op zaterdagochtend tussen 7.00 en 10.00 uur en op zondagochtend tussen 06.00 en 10.00 uur te horen met het programma CroisSanderShow. Sinds half maart 2012 presenteerde hij ook op zaterdagavond van 22.00 uur tot middernacht het programma Sanderdaynight, dat de plaats innam van Club Ajouad. Ook presenteerde hij elke vrijdagnacht van 1.00 uur tot 4.00 uur de Freaknacht. Daarnaast presenteert hij op KX Radio samen met Joost Weerwag het programma DoornJoosje op maandag van 14.00 tot 16.00 uur.
Op 1 december 2011 ontving Hoogendoorn de Marconi Award voor aanstormend talent. In de Volkskrant van 28 december 2013 werd hij samen met radiocollega's Frederique de Jong en Angelique Houtveen 'Radiotalent van 2014' genoemd. Tijdens Serious Request 2012 zamelde hij samen met Rob Stenders geld in met de Babysitter Service, waarin bieders het tweetal op hun kinderen konden laten passen.
In 2015 deed Hoogendoorn een aantal afleveringen mee aan de televisiequiz De Slimste Mens.
Eind 2017 zat Hoogendoorn samen met Domien Verschuuren en Angelique Houtveen in het Glazen Huis ten behoeve van Serious Request. Het was zijn eerste keer in het huis. Vanaf 3 september 2018 nam Hoogendoorn de ochtendshow op NPO 3FM over van Domien Verschuuren, onder de naam Sanders Vriendenteam.
In 2020 won de door hem geïnitieerde actie - waarbij het lied 'You'll never walk alone' van Gerry & the Pacemakers tegelijk op zo'n 180 Europese radiostation werd gedraaid (voor een gevoel van verbroedering tijdens de corona-pandemie) - verkozen tot het Radiomoment van het jaar.
In oktober 2022 stapte hij van 3FM over naar Radio Veronica. Hier presenteerde hij aanvankelijk het programma Veronica Anthems, met aansluitend een avondshow. In 2023 verving Hoogendoorn de door ziekte afwezige Marisa Heutink in het programma Goud van Oud. Hierdoor was nu hij iedere werkdag te horen op Radio Veronica tussen 09:00 - 12:00 uur. Sinds juni 2024 is hij tijdens de lunch te horen (elke werkdag van 12:00 tot 14:00 uur).

## Privéleven
Hoogendoorn is vader van een dochter.